# Sipopo
Sipopo es una ciudad turística situada en la provincia de Bioko Norte de Guinea Ecuatorial. Se encuentra a unos 15 kilómetros al este de Malabo, actual capital de Guinea Ecuatorial.

## Historia
Sipopo fue construido durante dos años para albergar una cumbre de la Unión Africana en el año 2011. Fue inaugurado el 5 de junio de 2011.

## Geografía
Sipopo está situado en la parte noreste de la isla de Bioko. Tiene el Palacio de Conferencias de Sipopo y contiene un hotel de 200 habitaciones gestionado por la cadena hotelera Sofitel, llamado "Sofitel Malabo Sipopo Le Golf".

## Galería

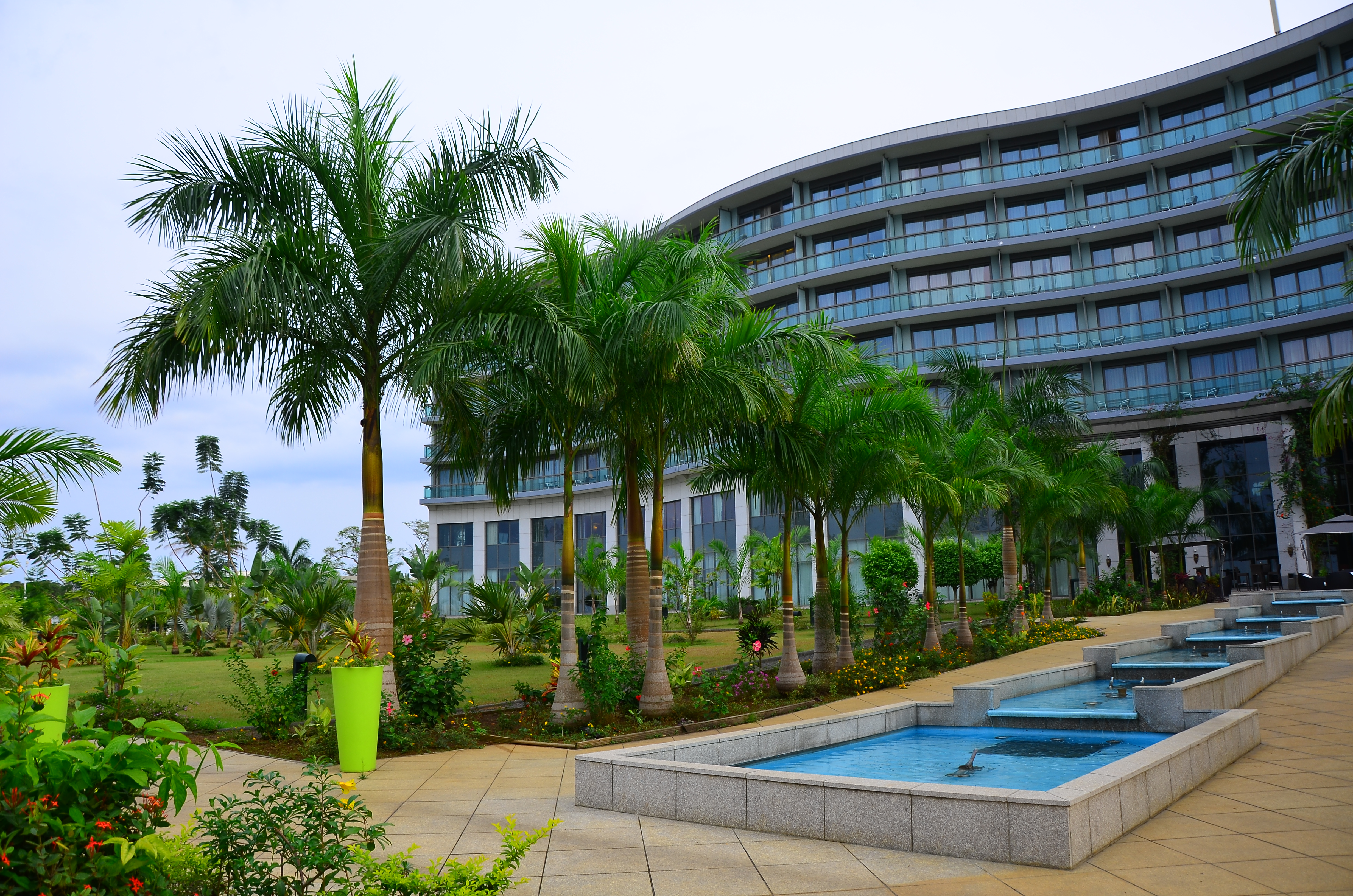
Hotel
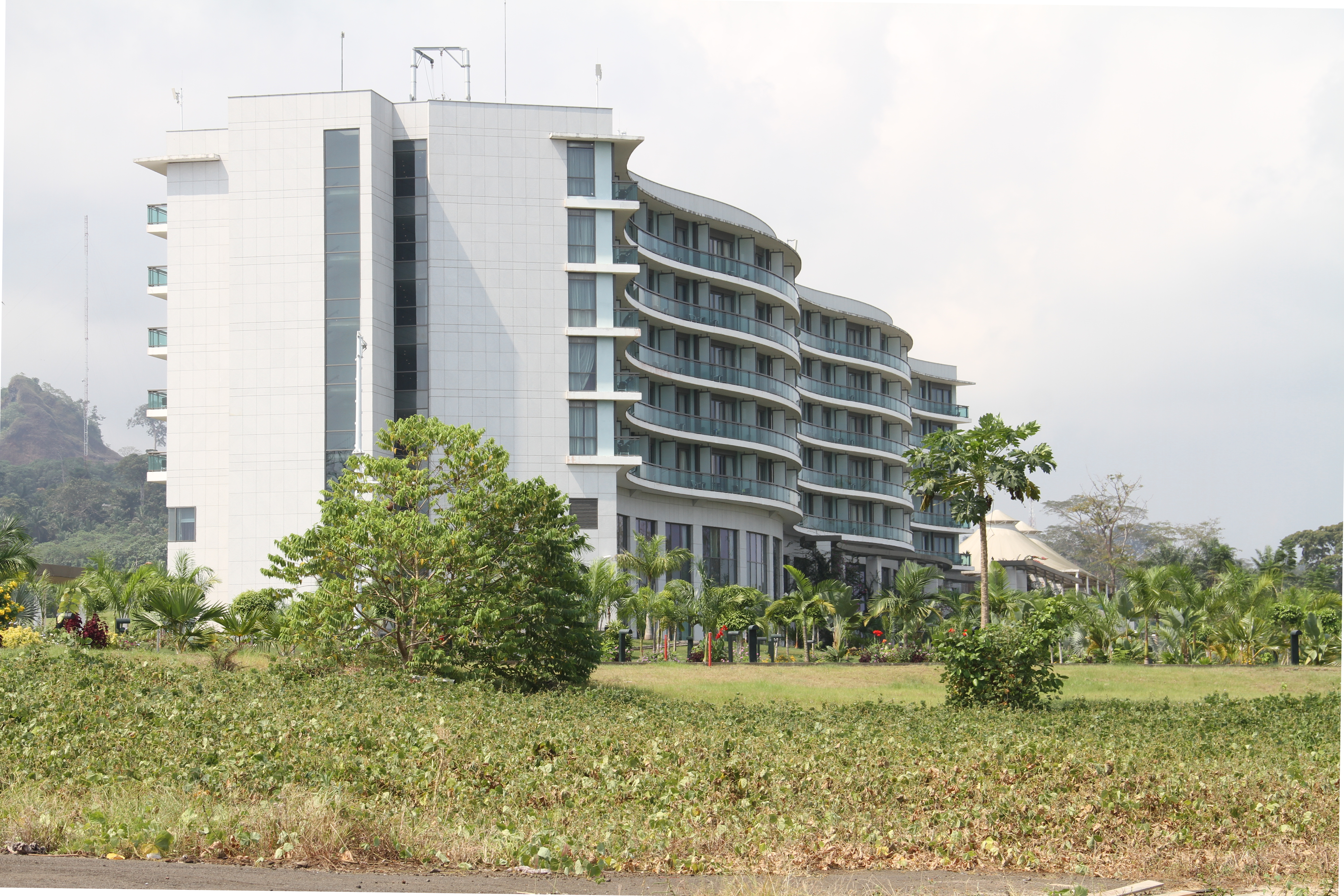
Hotel "Sofitel Sipopo Malabo Le Golf"
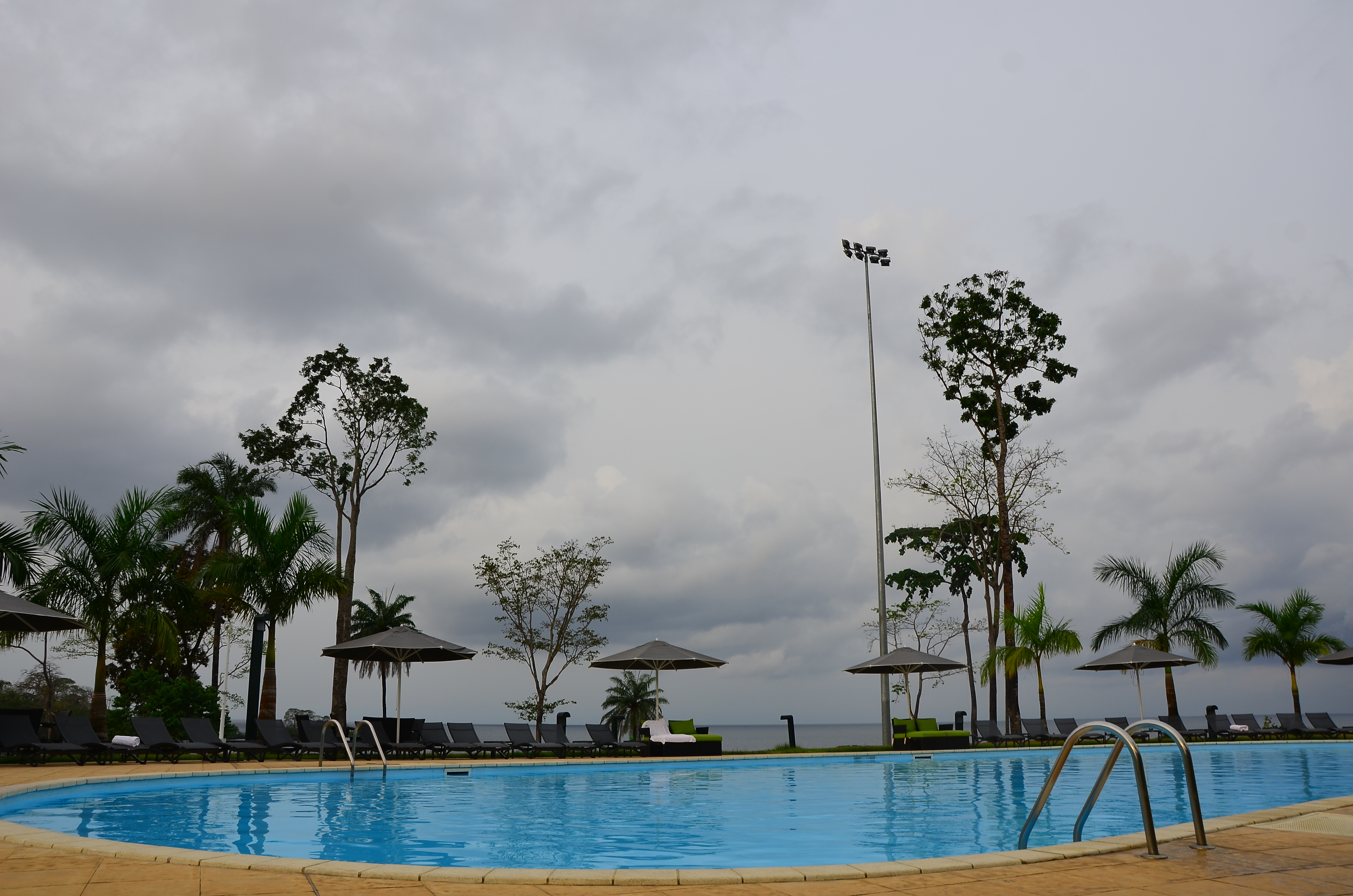
Piscina
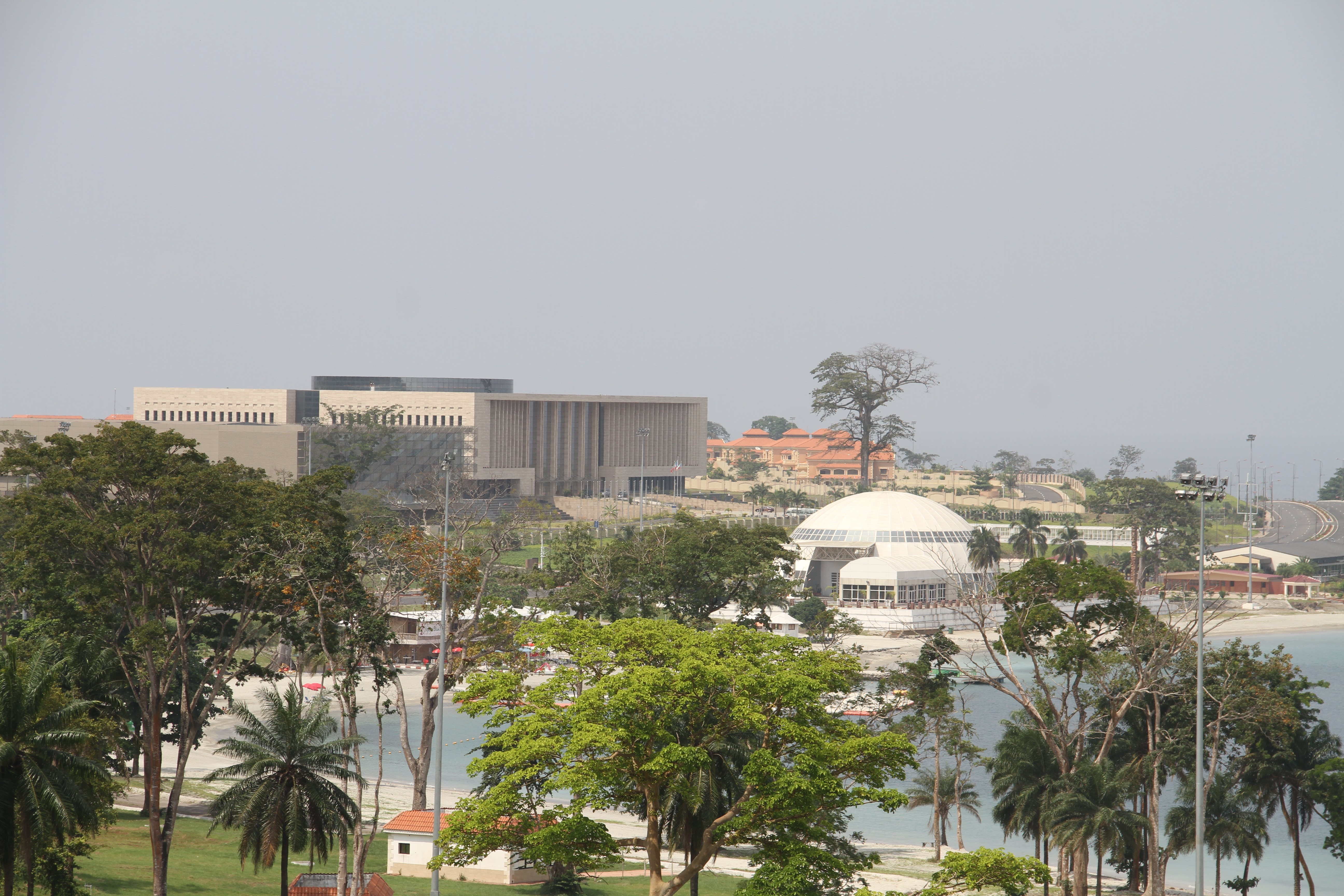
Edificios para conferencias